# Svarttärna

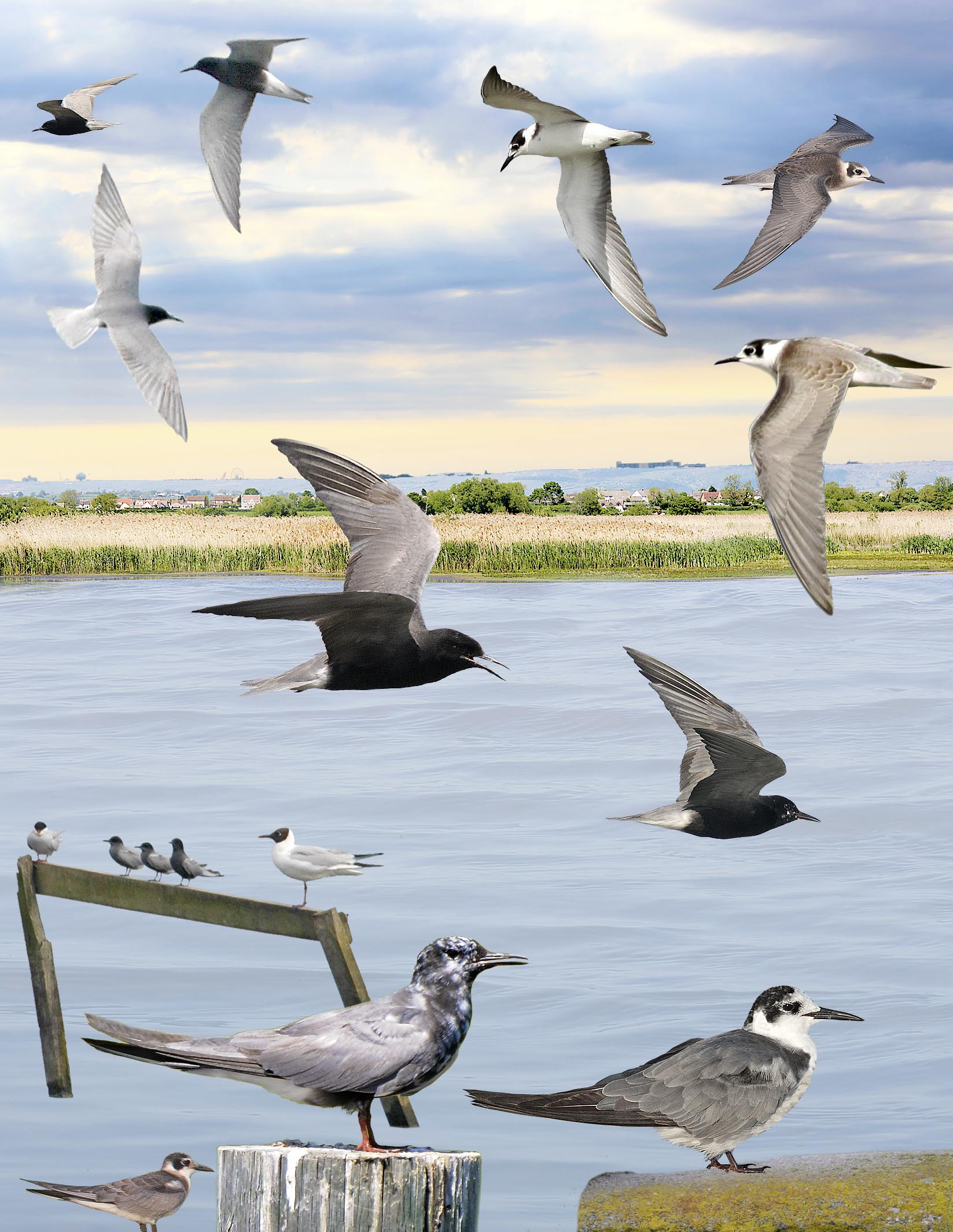
Svarttärnans olika dräkter.

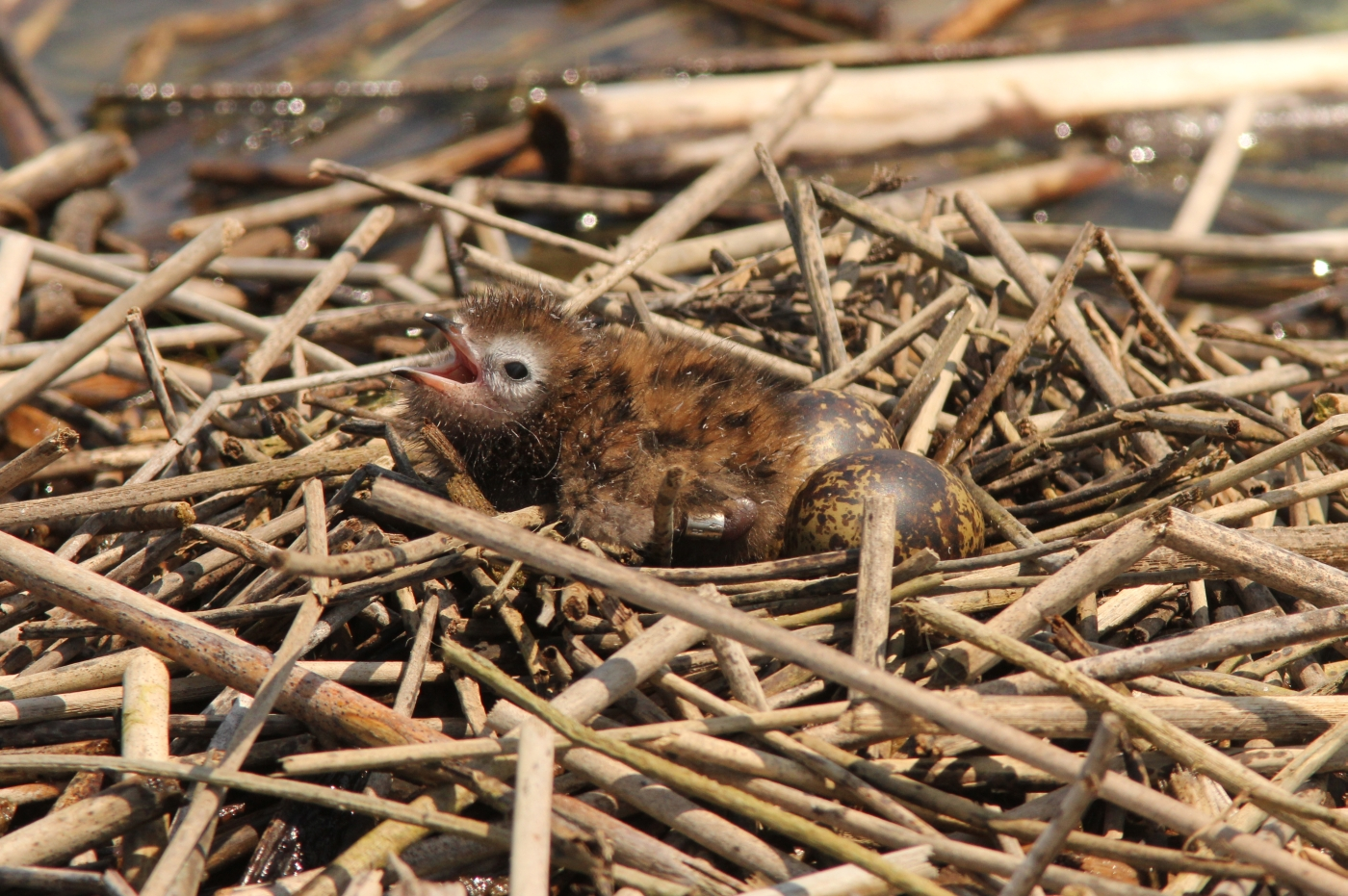
En ringmärkt bounge.

Svarttärna (Chlidonias niger) är en träsktärna inom familjen måsfåglar, den enda arten i släktet som förekommer i Nordamerika.

## Utbredning och systematik
Svarttärnan häckar i Nordamerika, Asien, Östeuropa, i spridda områden i Västeuropa och i nordöstra Afrika. Den asiatiska utbredningen sträcker sig över sibiriska stäppzonen till nordvästra delen av Xinjiangprovinsen i Kina. Den är en långflyttare som har sina vinterkvarter söder om ekvatorn. Den europeiska populationen har sin högsta koncentration i Holland, Polen och Baltikum.

### Underarter
Arten delas upp i två underarter. Eurasisk svarttärna C. n. niger, nominatformen, häckar i Eurasien och övervintrar utefter västra och södra Afrikas kuster så långt norrut som till Senegal. Speciellt havet utanför Namibias kust är ett viktigt övervintringsområde för denna underart.
Den andra underarten C. n. surinamensis, kallad amerikansk svarttärna och av vissa kategoriserad som en egen art, häckar i Kanada och norra USA, och övervintrar utefter Centralamerikas och norra Sydamerikas västkust så långt söderut som till Peru. Den amerikanska underarten har observerats ett fåtal gånger i Västpalearktis, bland annat i Storbritannien och på Madeira.
Se vidare: Status

### Förekomst i Sverige
I Sverige häckar svarttärnan sparsamt i mellersta och södra Sverige speciellt i Skåne, Bergslagen och Mälarområdet, på Öland och Gotland.

## Utseende och fältkännetecken
Svarttärnan har en kroppslängd på 22–26 cm, ett vingspann på 56–62 cm och väger cirka 62 gram. I adult sommardräkt (maj-augusti) har den svart huvud, bröst och buk, är jämnt mörkgrå till grå på ovansidan, vit undergump, ljusgrå vingundersida, mörk näbb och mörka ben. Under ruggningen på våren och sommaren har den vita fläckar på huvudet och undersidan. Ruggningen till vinterdräkten börjar för vissa individer redan under ruvningen i början av juli.
Adult i vinterdräkt och juvenilen ser ungefär likadan ut. Den har en omfångsrik svart hätta som går ned i nacken och på sidan av huvudet bakom ögat. Övriga huvudet är vitt och likaså bröstet och buken. På bröstsidan, där vingen fäster vid kroppen har den en tydlig mörk fläck. Ovansidan är ljusgrå där juvenilens rygg är mörkare men med tydliga ljusa fjäderbräm. Benen är orangeröda.
Precis som de andra träsktärnorna skiljer den sig från Sterna-tärnorna genom att ha kortare och bredare vingar och kort stjärt som är mindre kluven. I flykten är den lättare och har ett annat rörelseschema då den kastar sig från sida till sida istället för den mer bestämda rakare flygstil som karaktäriserar arterna i släktet Sterna. Utöver detta sänker sig svarttärnan ned mot vattenytan för att snappa efter insekter istället för att ryttla och störtdyka ned i vattnet.
Den amerikanska underarten C. n surinamensis skiljer sig i alla dräkter från nominatformen genom att vara mörkare och ha en grå till mörkgrå vingundersida. Den har även mörkare grå vingovansida och en tydlig vit vingframkant. I adult häckningsdräkt påminner den mer än nominatformen om vitvingad tärna (C. leucopterus).

## Läten
I flykten hörs ett hest "k'schlett", nasala "klitt" och "kli-a". Varningslätet är ivriga "ki-ki-ki..." eller gälla "kjä".

## Ekologi
Den häckar vid grunda sötvattensträsk. Under flyttningen rastar den vid havskuster, sjöar och större floder och den övervintrar mestadels i marina miljöer. Väl i sitt övervintringsområde besöker den sällan inlandslokaler. Svarttärnan är en långflyttare och många av de nordligare populationerna lämnar sina häckningslokaler redan i slutet av juli.

### Häckning
De häckar i glesa kolonier. Paret bygger boet tillsammans och det placeras mycket nära vattnet eller på gungfly eller flytande flak av vass och säv. Bobalen är ganska fyllig och byggs av torra eller halvruttna vattenväxter. Den lägger vanligtvis 2-3 ägg som är grönaktigt till rödaktigt bruna med grå och svartbruna fläckar som ibland täcker merparten av skalet. Medelstorleken är 25–35 mm. Svarttärnan lägger bara en kull per häckningssäsong. Båda föräldrarna ruvar ägget i cirka 21 dygn. Ungarna matas i upp till fyra veckor, men lämnar boet redan efter ungefär två veckor.

### Föda
Svarttärnans huvudföda utgörs av insekter som den ofta plockar från vattenytan men även fångar i luften. Ungarna matas med småfisk och insekter.

## Svarttärnan och människan

### Status och hot
Svarttärnan har ett globalt utbredningsområde på ungefär 10 000 000 km² och populationen uppskattas till 800 000–1 750 000 individer. Den totala populationen kategoriseras som livskraftig (LC).
Svarttärnan har under de senaste hundra åren minskat kraftigt i Skandinavien, Väst- och Centraleuropa, huvudsakligen på grund av utdikning och uppodling av kärr- och sjöområden som utgör deras häcknings- och födobiotoper. Sedan 1858 saknas den exempelvis som häckfågel i Storbritannien där den numera bara uppträder under flyttningen. Man uppskattar att det europeiska beståndet, exklusive före detta Sovjetunionen, mer än halverats sedan 1970-talet och att detta bestånd idag uppgår till ungefär 33 000 par. De populationstätaste områdena finns i Ryssland, Polen, Baltikum, Vitryssland och Ukraina. Under perioden 1990–2000 har den dock minskat kraftigt i Polen och Litauen som idag har bestånd på 4000–5000 respektive ungefär 3000 par.
Även beståndet av den amerikanska svarttärnan har minskat på grund av habitatförlust.

#### Status i Skandinavien
I Viking Olssons inventering av svarttärnas förekomst på Öland och i det övriga Sverige från 1941 skriver han att arten var tämligen allmän i Danmark och södra Sverige så långt norr ut som till Uppland i slutet av 1800-talet. Då häckade den vid exempelvis Silvåkrasjön i Skåne, vid Vänern, Hjälstaviken, på Värmdö, på Öland och Gotland, och på 1860-talet häckade 50–100 par vid Hornborgasjön. Omkring 1900 skedde en plötslig och kraftig minskning av arten i både Sverige och Danmark. Vid 1940-talet fanns i Sverige bara några enstaka häckande par på fastlandet norr om Skåne, exempelvis vid Göta älv i närheten av Kungälv, vid Tysslingen i Närke och vid Mälaren utanför Västerås. I övrigt var det svenska beståndets starkaste fäste, under denna period, på Öland och på Lina myr på Gotland. Under samma period minskade arten kraftig även i Danmark men fortsatte ändå att häcka på flera platser runt om i landet. Istället har arten minskat kraftigt under perioden 1990–2000 och man uppskattar att det idag häckar omkring 60 par i hela landet.
Under de senaste 15 åren har arten återhämtat sig i Sverige och 2002 och 2004 konstaterades 267 respektive 233 häckande par. Den svenska stammen anses idag vara stabil och har under det senaste halvseklet pendlat mellan 150 och 300 par. Dock kategoriseras den i Sverige som sårbar (VU), främst eftersom nästan en tredjedel av populationen häckar på endast tre lokaler: Kristianstads vattenrike i Skåne, Hornborgasjön i Västergötland och Fläcksjön i Västmanland.
I Finland var arten ovanlig, och fram till 1940-talet kände man bara till en häckning vid sjön Äyräpääjärvi på Karelska näset. Idag häckar arten på flera platser utmed Finlands västkust och även i sydöst vid ryska gränsen. Arten har aldrig observerats häcka i Norge.

### Namn
På Gotland har den kallats både "blåtärna" och "åkertärna".